# Saint-Hilaire-de-Villefranche
Saint-Hilaire-de-Villefranche és un municipi francès situat al departament del Charente Marítim i a la regió de la Nova Aquitània. L'any 2007 tenia 1.131 habitants.

## Demografia

### Població
El 2007 la població de fet de Saint-Hilaire-de-Villefranche era de 1.131 persones. Hi havia 464 famílies de les quals 124 eren unipersonals (64 homes vivint sols i 60 dones vivint soles), 184 parelles sense fills, 116 parelles amb fills i 40 famílies monoparentals amb fills.
La població ha evolucionat segons el següent gràfic:
Habitants censats

### Habitatges
El 2007 hi havia 586 habitatges, 482 eren l'habitatge principal de la família, 35 eren segones residències i 69 estaven desocupats. 557 eren cases i 26 eren apartaments. Dels 482 habitatges principals, 360 estaven ocupats pels seus propietaris, 108 estaven llogats i ocupats pels llogaters i 14 estaven cedits a títol gratuït; 1 tenia una cambra, 22 en tenien dues, 60 en tenien tres, 158 en tenien quatre i 241 en tenien cinc o més. 420 habitatges disposaven pel capbaix d'una plaça de pàrquing. A 220 habitatges hi havia un automòbil i a 223 n'hi havia dos o més.

### Piràmide de població
La piràmide de població per edats i sexe el 2009 era:
| Homes | Edats   | Dones |
| ----- | ------- | ----- |
| 0     | 95 o +  | 0     |
| 0     | 90 a 94 | 0     |
| 12    | 85 a 89 | 16    |
| 8     | 80 a 84 | 12    |
| 28    | 75 a 79 | 36    |
| 20    | 70 a 74 | 40    |
| 28    | 65 a 69 | 44    |
| 28    | 60 a 64 | 36    |
| 44    | 55 a 59 | 24    |
| 40    | 50 a 54 | 44    |
| 12    | 45 a 49 | 36    |
| 44    | 40 a 44 | 28    |
| 48    | 35 a 39 | 48    |
| 32    | 30 a 34 | 32    |
| 24    | 25 a 29 | 12    |
| 40    | 20 a 24 | 24    |
| 20    | 15 a 19 | 24    |
| 28    | 10 a 14 | 32    |
| 16    | 5 a 9   | 44    |
| 12    | 0 a 4   | 24    |

## Economia
El 2007 la població en edat de treballar era de 698 persones, 491 eren actives i 207 eren inactives. De les 491 persones actives 449 estaven ocupades (234 homes i 215 dones) i 42 estaven aturades (14 homes i 28 dones). De les 207 persones inactives 91 estaven jubilades, 60 estaven estudiant i 56 estaven classificades com a «altres inactius».

### Ingressos
El 2009 a Saint-Hilaire-de-Villefranche hi havia 494 unitats fiscals que integraven 1.178 persones, la mediana anual d'ingressos fiscals per persona era de 15.830 €.

### Activitats econòmiques
Dels 61 establiments que hi havia el 2007, 1 era d'una empresa extractiva, 3 d'empreses alimentàries, 2 d'empreses de fabricació de material elèctric, 1 d'una empresa de fabricació d'altres productes industrials, 11 d'empreses de construcció, 16 d'empreses de comerç i reparació d'automòbils, 3 d'empreses de transport, 3 d'empreses d'hostatgeria i restauració, 1 d'una empresa d'informació i comunicació, 2 d'empreses financeres, 5 d'empreses de serveis, 10 d'entitats de l'administració pública i 3 d'empreses classificades com a «altres activitats de serveis».
Dels 19 establiments de servei als particulars que hi havia el 2009, 1 era una gendarmeria, 1 oficina de correu, 1 una oficina bancària, 4 tallers de reparació d'automòbils i de material agrícola, 4 paletes, 1 guixaire pintor, 3 fusteries, 1 lampisteria, 1 electricista, 1 perruqueria i 1 restaurant.
Dels 7 establiments comercials que hi havia el 2009, 1 era una botiga de menys de 120 m², 2 fleques, 1 una carnisseria, 1 una llibreria, 1 una botiga de roba i 1 una floristeria.
L'any 2000 a Saint-Hilaire-de-Villefranche hi havia 33 explotacions agrícoles que ocupaven un total de 1.472 hectàrees.

## Equipaments sanitaris i escolars
El 2009 hi havia 1 farmàcia i 1 ambulància.
El 2009 hi havia 1 escola maternal i 1 escola elemental. Saint-Hilaire-de-Villefranche disposava d'un col·legi d'educació secundària amb 296 alumnes.

## Poblacions més properes
El següent diagrama mostra les poblacions més properes.